# Honey, We Shrunk Ourselves
Honey, We Shrunk Ourselves is een Amerikaanse komische sciencefictionfilm uit 1997. De film werd uitgebracht als direct-naar-video, en is het vervolg op Honey, I Shrunk the Kids en Honey, I Blew Up the Kid. De film zorgde voor het regisseer-debuut van Dean Cundey.
Acteur Rick Moranis is de enige van de acteurs uit de voorgaande twee films die ook in deze film weer meespeelt.

## Verhaal
De familie Szalinski, die ook te zien was in de twee voorgaande films, keert terug in deze film. Wayne Szalinski is directeur geworden van de Szalinski Labs. Hij werkt samen met zijn broer Gordon maar mag van de FDA (en zijn vrouw Diane) zijn uitvinding, de krimpstraal, niet meer gebruiken voor de rest van zijn leven. Wayne is niet gelukkig met zijn nieuwe manier van leven en heeft ook nog problemen om contact te maken met zijn jongste zoon, Adam, die in tegenstelling tot Nick niet geïnteresseerd is in wetenschap maar in sport.
Ondertussen plannen Gordons vrouw Patty en Diane een vakantie. Op de dag dat ze willen vertrekken, worden Wayne en Gordon uitgenodigd om bij een Spaceshuttle-landing aanwezig te zijn en ze laten een bericht achter op de machine die de luisteraar vertelt dat ze andere plannen hebben en dat ze weg zijn. Diane herinnert hem eraan dat hij moet babysitten voor Adam, Jenny, en Mitch als zij en Patty weg zijn. Patty en Diane zeggen gedag tegen de familie en Patty zegt, tot Jenny's teleurstelling, dat er geen vrienden mogen langskomen.
Als Wayne naar zijn werk wil gaan vraagt Diane hem de grote "Tiki Man"-sculptuur op te ruimen. Wayne wil deze echter niet kwijtraken en besluit de krimpstraal te herstarten en laat de Tiki Man tot broekzak-formaat krimpen. Maar, als de machine de kleine Tiki Man probeert te vinden, wordt hij per ongeluk geactiveerd door een poolbal die de knop van de machine indrukt, waardoor Wayne en Gordon krimpen.
Patty en Diane zijn nog maar net vertrokken als Patty zich plots herinnert dat ze Mitch' medicijn voor zijn kaliumdeficiëntie is vergeten en ze staat erop dat Diane terug rijdt. Eenmaal terug bij het huis, besluiten ze om via de zolder de mannen te verrassen, wat er bijna voor zorgt dat Patty per ongeluk Gordon en Wayne vermoordt door op ze te gaan staan! De krimpstraal wordt nogmaals geactiveerd, en als de vrouwen besluiten weer te vertrekken, raakt een tweede poolbal de knop en krimpen de vrouwen ook. Na een flinke discussie besluit het team te proberen beneden te komen om zo de aandacht van hun kinderen te trekken. Ondertussen zijn de kinderen thuisgekomen van de winkel en nemen ze aan dat beide groepen ouders weg zijn en dat ze het huis voor zichzelf hebben in het weekend. De kinderen spreken af om hun ouders niet te laten weten dat ze de regels gaan breken. Jenny begint onmiddellijk met het organiseren van een feest, terwijl Adam en Mitch een chilivulkaan maken en mensvormige hotdogs gebruiken als snack.
De ouders klimmen via de wasschacht naar Adams kamer en zien per ongeluk Mitch en Adam in een tijdschrift kijken. Wayne neemt aan dat het een pornografisch tijdschrift is, maar is verbaasd als het een Sports Illustrated blijkt te zijn. De groep besluit te proberen hun stemmen te versterken door gebruik te maken van de stereo die beneden staat. Diane stelt voor om beneden te komen door in Adams Hot Wheels-auto over de baan te rijden. De rit verloopt niet al te soepel en ze belanden in een wasmand die weer naar boven wordt gebracht door Adam en Mitch! Als Mitch vertelt dat hij zijn medicijn niet in heeft genomen is Patty bezorgd.
Wayne begint te praten over klein zijn, en hij vindt de ontlasting van een kakkerlak, waarna de enorme kakkerlak verschijnt. Iedereen rent in een insectenlokker en ze lokken de kakkerlak in de val om hem te doden. Dan besluiten ze om op te splitsen zodat de mannen de stereo kunnen gebruiken terwijl de vrouwen op zoek gaan naar Mitch' pillen. Ze reizen naar beneden door gebruik te maken van een bellenblaas-machine (die Jenny's vriendin meenam voor het feest). De vrouwen landen veilig, maar de bel van de mannen wordt kapotgeprikt door een scherpe punt aan een kroonluchter en ze vallen in een bak vol uiendipsaus! Als alle vriendinnen gearriveerd zijn beginnen ze chips te eten. De mannen worden bijna levend opgegeten door een van de vriendinnen, Corky (Ashleigh Sterling) maar, dankzij de knoeier, Jill (Mila Kunis), vallen ze uit de bak.
In de keuken kunnen Patty en Diane niet op het aanrecht komen en zien ze plotseling een hooiwagen gevangenzitten in een spinnenweb. Diane, die arachnofobisch is, praat tegen de hooiwagen terwijl Patty hem uit het web bevrijdt. Ze komen met behulp van de hooiwagen op het aanrecht en zoeken verder naar de pillen. Op het feestje voert Jenny een aantal telefoongesprekken die ervoor zorgen dat een aantal jongens, inclusief haar grote liefde Ricky King, op haar feestje langskomen! Ricky neemt haar even apart in de keuken en geeft haar een ongewilde kus. Mitch strompelt de keuken in, en is erg ziek door het niet innemen van zijn medicijnen. Hij ziet Patty en valt flauw. Adam en Jenny schieten hem te hulp, en Diane en Patty proberen de medicijnen te pakken. Maar Adam herinnert zich dat bananen een goede bron vol met kalium zijn. Jenny voert Mitch de banaan en hij komt weer bij zijn positieven. Patty en Diane zijn opgelucht, en Mitch knapt weer op.
In de woonkamer zorgen de jongens ervoor dat het feestje uit de hand loopt en worden er spullen gebroken. Gordon heeft de luidspreker van stereo beklommen en is klaar om te spreken, terwijl Wayne binnen de stereo probeert het systeem aan te passen. Gordon doet net alsof hij God is, waardoor iedereen het huis uitvlucht. Jenny, Mitch, en Adam denken eerst dat er een verborgen camera hangt in het huis, maar zien dan Gordon bij de stereo en er wordt haar gevraagd te helpen met de krimpmachine.
Eenmaal op de zolder besluiten te de kinderen dat ze totale vrijheid willen en anders hun ouders niet laten groeien. Op het einde besluiten ze hun ouders weer te laten groeien. Patty vertelt Jenny dat ze haar nu meer vertrouwt na wat ze in de keuken had gezien. Wayne vertelt Adam over het tijdschrift en besluit Adam te laten doen wat hij wil en hij geeft hem toestemming om op honkbalkamp te gaan. Dan maakt hij Gordon directeur van Szalinski Labs zodat hij kan uitvinden en Diane laat Wayne de Tiki Man houden omdat die alle gebeurtenissen veroorzaakte.
Op het einde van de film wordt Adam thuisgebracht van honkbalkamp. Als de auto de oprit oprijdt, is te zien dat de Tiki Man in heel groot formaat in de tuin staat.

## Rolverdeling
| Acteur          | Personage        |
| --------------- | ---------------- |
| Rick Moranis    | Wayne Szalinski  |
| Eve Gordon      | Diane Szalinski  |
| Stuart Pankin   | Gordon Szalinski |
| Robin Bartlett  | Patty Szalinski  |
| Allison Mack    | Jenny Szalinski  |
| Jake Richardson | Mitch Szalinski  |
| Bug Hall        | Adam Szalinski   |
| Mila Kunis      | Jill             |

## Achtergrond
De film stond aanvankelijk gepland als bioscoopfilm. Het script werd geschreven door Karey Kirkpatrick, maar nadat hij het script had voltooid besliste Jeffrey Katzenberg dat de filmstudio de film toch niet wilde produceren. Rond dezelfde tijd had The Walt Disney Company fincancieel succes met enkele direct-naar-video animatiefilms zoals De Wraak van Jafar en Aladdin en de Dievenkoning. Vanwege dit succes wilde Disney kijken hoe direct-naar-video live-action films het zouden doen, en nam Honey, We Shrunk Ourselves als testfilm.
Nell Scovell en Joel Hodgson werden ingehuurd om Kikpatricks script te herschrijven van een bioscoopfilm naar een direct-naar-video film. Vanwege budgettaire redenen moesten een paar scènes, waaronder een waarin de gekrompen ouders in een aquarium vallen, worden geschrapt.
Amy O'Neill] en Robert Oliveri, de acteurs die in de vorige films de kinderen van de Szalinski-familie speelden, waren inmiddels gestopt met acteren. Hun personages werden daarom weggelaten uit de film.
De regie was in handen van debuterend regisseur Dean Cundey. Hij verving Randal Kleiser. Cundey was tot dusver vooral bekend als cinematograaf van films als Jurassic Park, Hook en Halloween.
Na uitgave kreeg de film vooral negatieve reacties. Op Rotten Tomatoes scoort de film 14% aan goede beoordelingen.